# Jardin du Bois Marquis
Le Jardin du Bois Marquis (ou de Bois-Marquis) est un jardin privé situé à Vernioz, une commune du département de l'Isère, en région Auvergne-Rhône-Alpes
Cet espace vert, accessible à tous, fit tout d'abord partie du circuit touristique de la communauté de communes du Pays Roussillonnais puis de la communauté de communes Entre Bièvre et Rhône, proposé par son office de tourisme. Il est labélisé « jardin remarquable » par le ministère de la culture.

## Histoire et présentation
Ce jardin a été créé par Christian Peyron repreneur de l’entreprise d’exploitation forestière de ses parents. Cet horticulteur va planter des centaines d’arbres dont des érables, des chênes rouges d’Amérique, des conifères, des liquidambars, des cornouillers fluo, des cornouillers sanguins ainsi que des bouleaux.
Il présente également une belle collection de plantes vivaces, graminées et bruyères. De pur style anglais, cet espace vert a reçu le 1er prix de la Société nationale d'horticulture de France en2015.

## Manifestations
Le 3e week-end d'octobre marque la période de la fête d'automne des plantes du jardin du Bois marquis. En 2023, cette manifestation payante a accueilli plus de 5000 visiteurs et elle comptera 70 exposants pour l'édition de 2024.

## Situation, accès et visite
Le jardin remarquable est situé sur le territoire de la commune de Vernioz, non loin de la commune de Vienne au sud de l'agglomération lyonnaise. Il est ouvert tous les jours de l’année de l’aube au coucher du soleil. Son entrée est gratuite.

Quelques photos du jardin de Bois Marquis
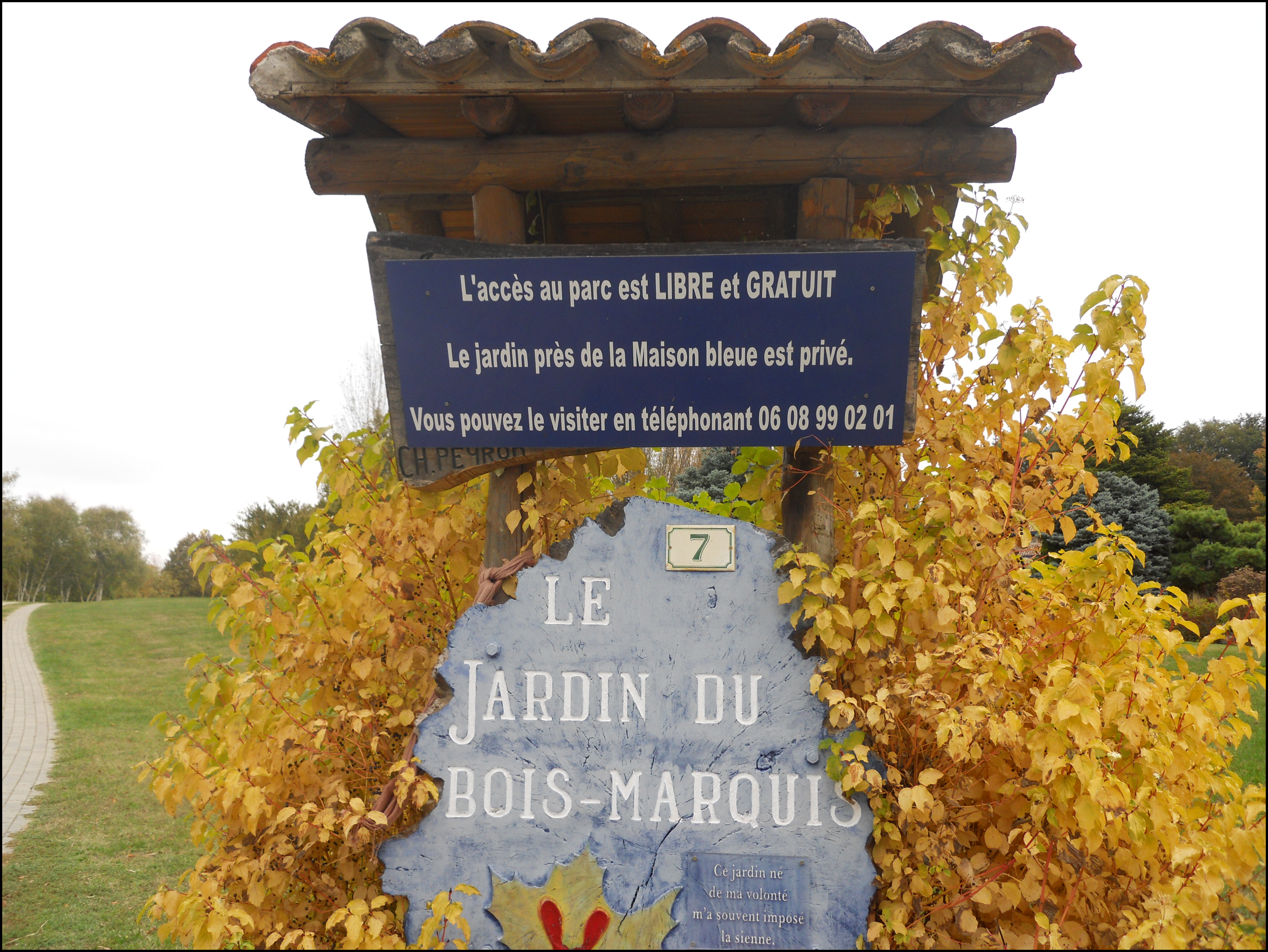
Entrée principale du Jardin du Bois-Marquis à Vernioz.
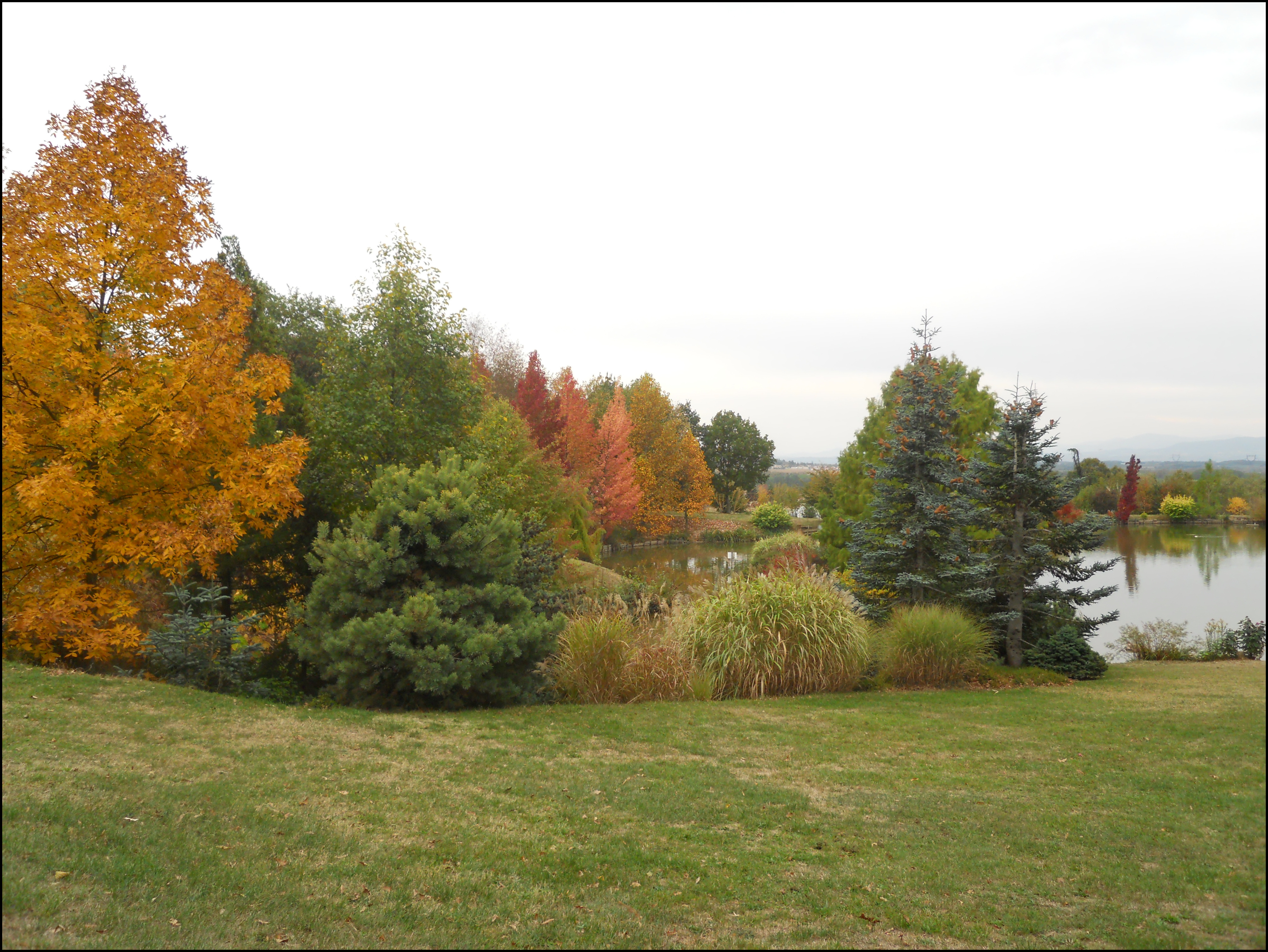
Paysage d'automne au Jardin du Bois-Marquis.
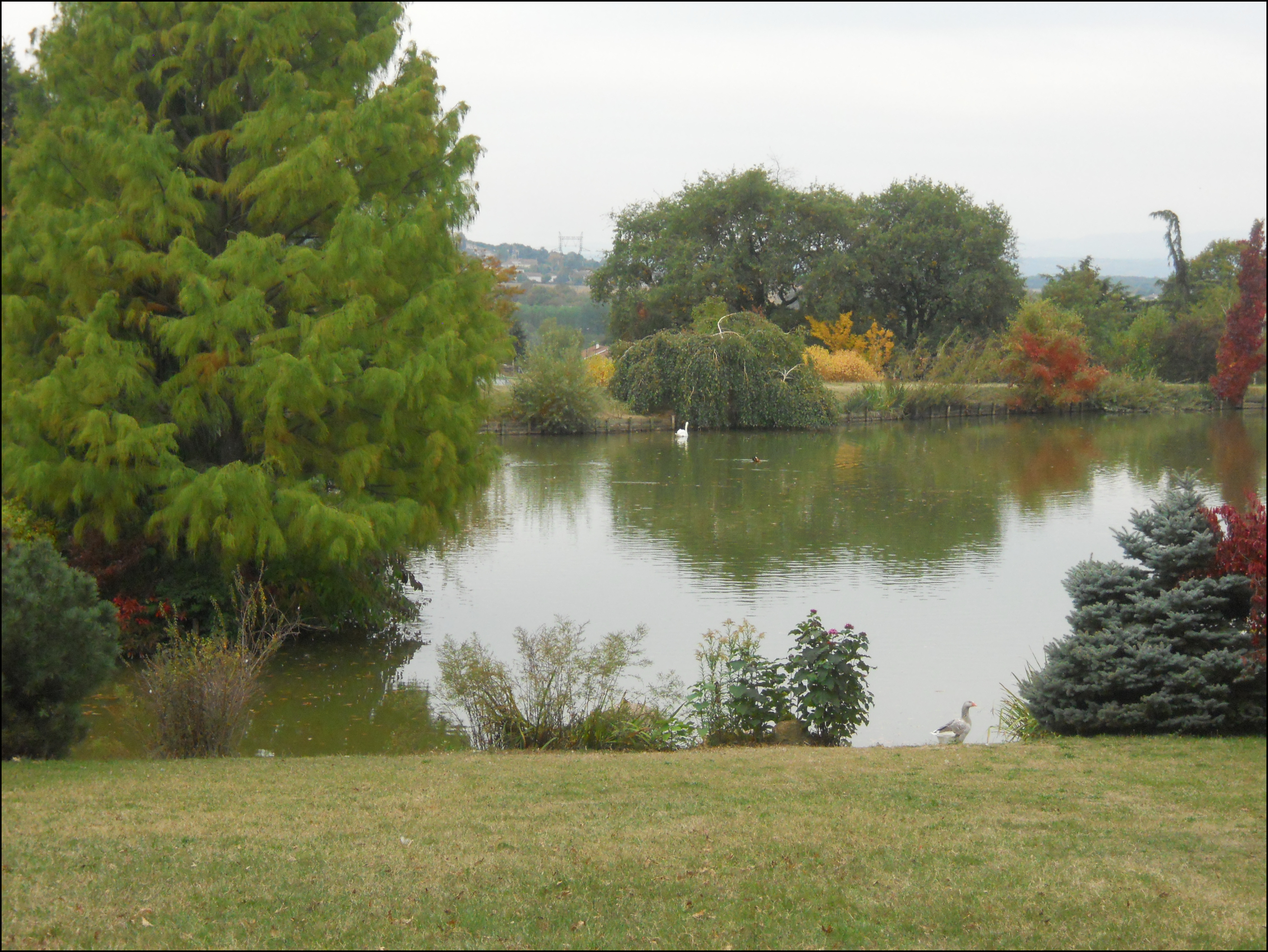
Paysage d'automne au Jardin du Bois-Marquis.
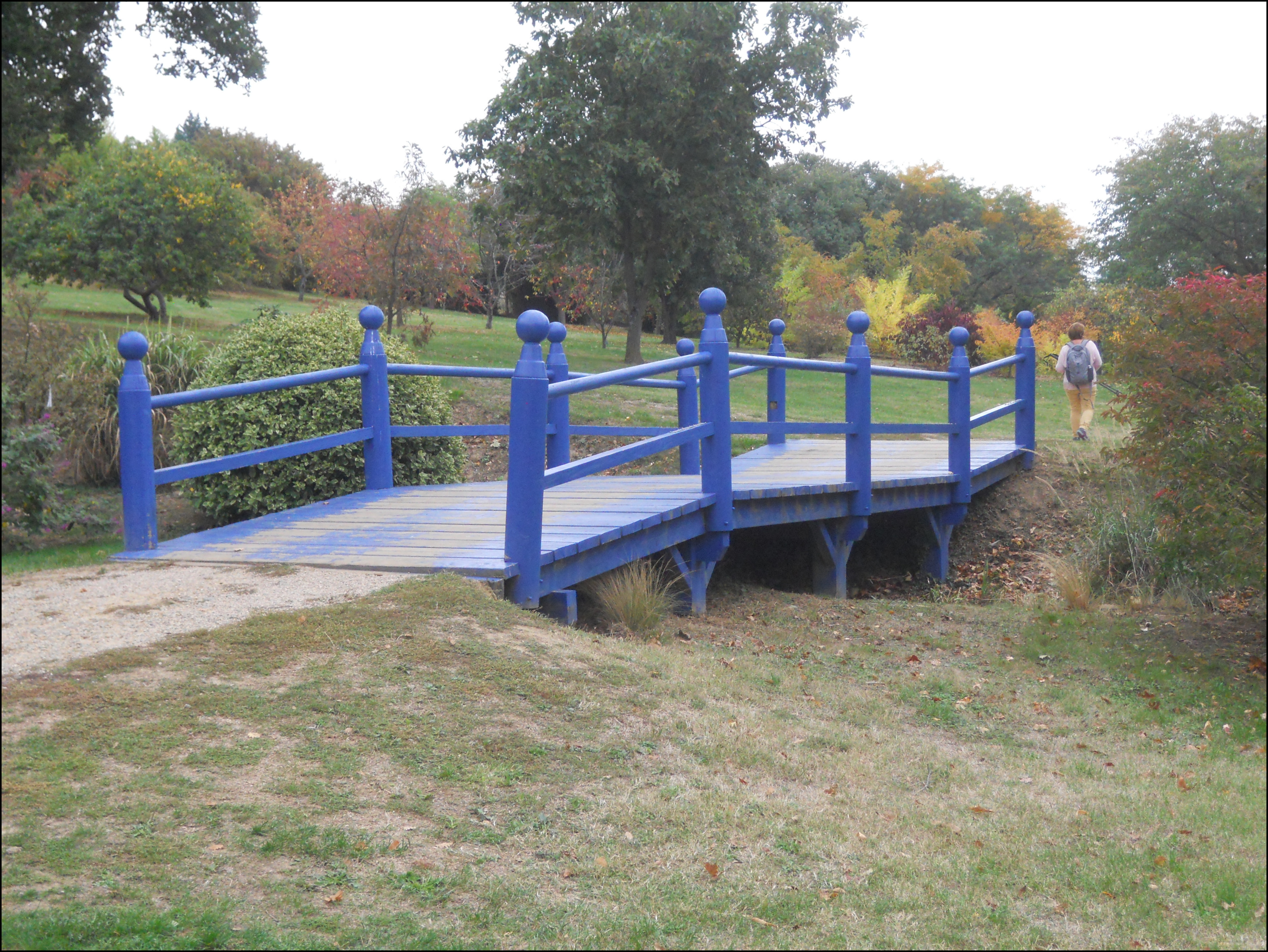
Petit pont de bois au Jardin du Bois-Marquis.
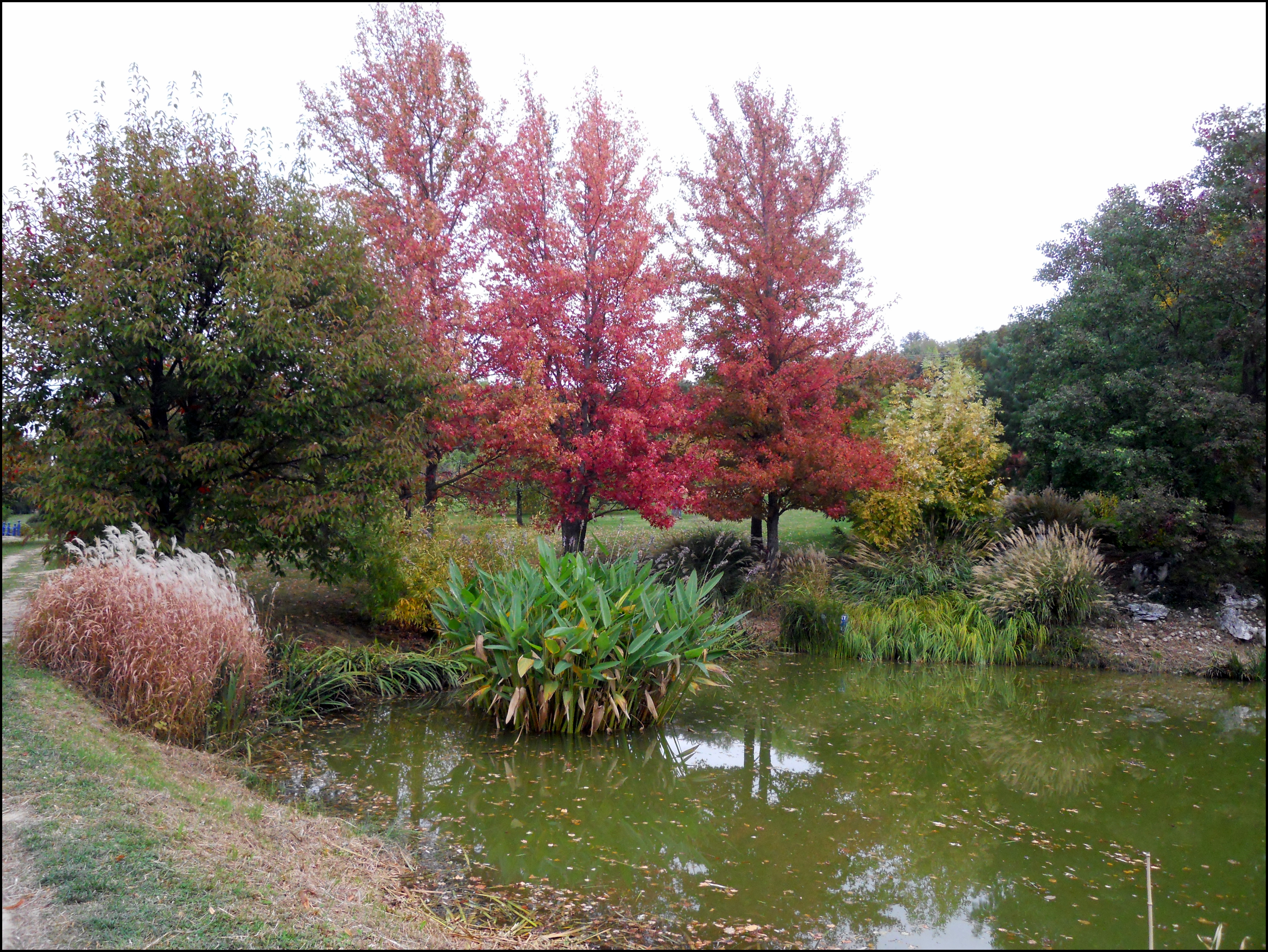
Paysage d'automne au Jardin du Bois-Marquis.